# Drymophila (planten)
Drymophila is een geslacht van planten uit de familie Alstroemeriaceae. De soorten komen voor in Oost- en Zuidoost-Australië, in de deelstaten Queensland, New South Wales en Victoria en op het eiland Tasmanië.

## Soorten
- Drymophila cyanocarpa R.Br.
- Drymophila moorei Baker